# Andreas Ottl
Andreas Ottl (født 1. marts 1985 i München, Vesttyskland) er en tysk fodboldspiller, der spiller som midtbanespiller. Han spillede i Bayern München til 2012. Han brugte en stor del af sine ungdomsår i Bayern, og vandt det tyske mesterskab såvel som DFB-Pokalen to gange med holdet.

## Landshold
Ottl har (pr. april 2018) endnu ikke optrådt for Tysklands A-landshold, men spillede som ungdomsspiller for både landets U-20 og U-21 hold.

## Titler
Bundesligaen
- 2006, 2008 og 2010 med FC Bayern München

DFB-Pokal
- 2006, 2008 og 2010 med FC Bayern München